# 베야드 테일러

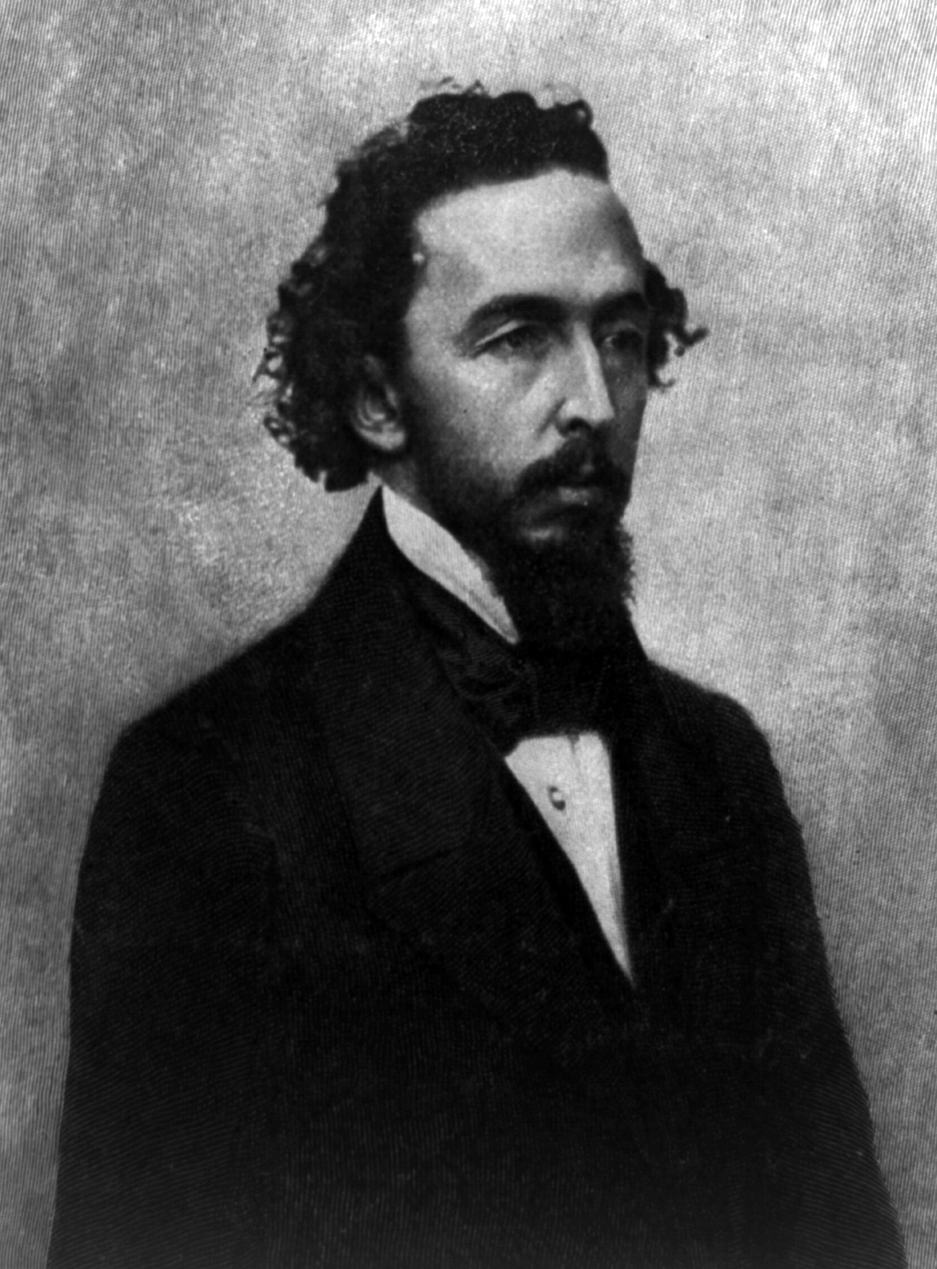

베야드 테일러(Bayard Taylor, 1825년 1월 11일, 미국 펜실베니아 케넷 스퀘어 ~ 1878년 12월 19일, 독일 베를린,묘소: 롱우드 세메터리 컴퍼니, 케넷 스퀘어)는 미국의 시인이자 문학 평론가, 번역가, 여행 저자, 외교관이었다.

## 저서
케넷 이야기 (The story of Kennett 1866년)
북부여행 (Northern travel 1857년)
Views a-foot (1846년)
조셉과 그의 친구 : 펜실베니아 이야기(Joseph and His Friend: A Story of Pennsylvania 1870년)
엘도라도 (Eldorado 1850년)

## 번역서
파우스트

## 같이 보기
- 케넷 스퀘어
- 알버트 조지 래섬